# .nf
‎.nf‏ دامنه اینترنتی اختصاص داده شده به جزیره نورفولک (به انگلیسی: Norfolk Island) است.